# Мьянма на Паралимпийских играх
Мьянма (до 1989 года — Бирма) на Паралимпийских играх впервые приняла участие в 1976 году на летних Играх в Торонто, и с тех пор принимает участие на всех летних Играх (кроме летних Игр 1980, 1988, 1996, 2000, 2004 и 2020 годов). На зимних Играх спортсмены Мьянмы пока не участвовали.
На настоящее время, спортсмены Мьянмы завоевали на всех Играх в сумме 7 медалей, из них 2 золотых.

## Медальный зачёт

### Медали летних Паралимпийских игр
| Игры                          | Золото         | Серебро        | Бронза         | Всего          | Место          |
| ----------------------------- | -------------- | -------------- | -------------- | -------------- | -------------- |
| 1976 Торонто                  | 1              | 1              | 1              | 3              | 28             |
| 1980 Арнем                    | не участвовали | не участвовали | не участвовали | не участвовали | не участвовали |
| 1984 Сток-Мандевиль, Нью-Йорк | 1              | 2              | 1              | 4              | 32             |
| 1988 Сеул                     | не участвовали | не участвовали | не участвовали | не участвовали | не участвовали |
| 1992 Барселона                | 0              | 0              | 0              | 0              | —              |
| 1996 Атланта                  | не участвовали | не участвовали | не участвовали | не участвовали | не участвовали |
| 2000 Сидней                   | не участвовали | не участвовали | не участвовали | не участвовали | не участвовали |
| 2004 Афины                    | не участвовали | не участвовали | не участвовали | не участвовали | не участвовали |
| 2008 Пекин                    | 0              | 0              | 0              | 0              | —              |
| 2012 Лондон                   | 0              | 0              | 0              | 0              | —              |
| 2016 Рио-де-Жанейро           | 0              | 0              | 0              | 0              | —              |
| 2020 Токио                    | не участвовали | не участвовали | не участвовали | не участвовали | не участвовали |
| Итого                         | 2              | 3              | 2              | 7              |                |